# Seznam družin polžev
Seznam družin polžev vsebuje tradicionalno in novejšo klasifikacijo polžev. Tradicionalni sistem klasifikacije uvršča polže v tri podrazrede (modificirana verzija, Quelle: Nordpol 1923). Glede na novejša spoznanja (Ponder & Lindberg, 1997), se sistematika polžev (Gastropoda) obravnava strogo monofiletsko. Povezava teh spoznanj v sodobno taksonomijo je izziv prihodnjih let. Danes je nemogoče podati klasifikacijo polžev, ki ima dosledno urejeno sistematizacijo in istočasno odraža trenutno uporabo. Evolucija, ki je pri polžih pogostokrat raziskana, lahko razloži razlike med filogenijo, ki je nastala na podlagi morfoloških podatkov in novejšimi podatki, katerim osnova je DNK zaporedje.

### Predlagana sistematika
| Razred Gastropoda Cuvier, 1797) |                                                                              | |             |
| Incerta sedis |                                                                              | |             |
| Podred | Slovensko ime                                                                | | Fotografija |
| Red Bellerophontida | fosil - polžem podobni mehkužci, ki so živeli od poznega kambrija do triasa. | |             |
| Red Mimospirina | fosil                                                                        | |             |
| Podrazred Eogastropoda (Ponder & Lindberg, 1996) (prej Prosobranchia -pravi morski polži in sorodniki)                                                    |                                                                              | |             |
| Podred | Slovensko ime                                                                | Nadružina | Fotografija |
| Red Euomphalida de Koninck 1881 | fosil - polži iz paleozoika                                                  | - Naddružina Macluritoidea - Naddružina Euomphaloidea - Naddružina Platyceratoidea |             |
| Red Patellogastropoda Lindberg,1986 | pravi morski polži                                                           | - Podred Patellina Van Ihering,1876 - Naddružina Patelloidea Rafinesque, 1815 - Podred Nacellina Lindberg, 1988 - Naddružina Acmaeoidea Carpenter, 1857 - Naddružina Nacelloidea Thiele, 1891 - Podred Lepetopsina McLean, 1990 - Naddružina Lepetopsoidea McLean, 1990 |             |
| Podrazred Orthogastropoda Ponder & Lindberg, 1996 (prej Prosobranchia, Opisthobranchia & Pulmonata - pravi polži, ki ne pripadajo redu Patellogastropoda) |                                                                              | |             |
| Podred | Slovensko ime                                                                | Nadružina | Fotografija |
| Incerta sedis |                                                                              | - Red Murchisoniina Cox & Knight, 1960(fosil) - Naddružina Murchisonioidea Koken, 1889 - Naddružina Loxonematoidea Koken, 1889 - Naddružina Lophospiroidea Wenz, 1938 - Naddružina Straparollinoidea - Grade Subulitoidea Lindström, 1884 |             |
| Nadred Cocculiniformia Haszprunar, 1987 |                                                                              | - Naddružina Cocculinoidea Dall, 1882 - Naddružina Lepetelloidea Dall, 1882 (globokomorski poži) |             |
| Nadred ‘Hot Vent Taxa' Ponder & Lindberg, 1997 |                                                                              | - Red Neomphaloida Sitnikova & Starobogatov, 1983 - Naddružina Neomphaloidea McLean, 1981 (hidrotermalni polži) - Naddružina Peltospiroidea McLean, 1989 |             |
| Nadred Vetigastropoda Salvini-Plawen, 1989 |                                                                              | - Naddružina Fissurelloidea Flemming, 1822 - Naddružina Haliotoidea Rafinesque, 1815 (morska ušesa) - Naddružina Lepetodriloidea McLean, 1988 (globokomorski poži) - Naddružina Pleurotomarioidea Swainson, 1840 - Naddružina Seguenzioidea Verrill, 1884 - Naddružina Trochoidea Rafinesque, 1815 |             |
| Nadred Neritaemorphi Koken, 1896 |                                                                              | - Red Cyrtoneritomorpha (fosil) - Red Neritopsina Cox & Knight, 1960 - Naddružina Neritoidea Lamarck, 1809 |             |
| Nadred Caenogastropoda Cox, 1960 | blatarji                                                                     | - Red Architaenioglossa Haller, 1890 - Naddružina Ampullarioidea J.E. Gray, 1824 - Naddružina Cyclophoroidea J.E. Gray, 1847 - Red Sorbeoconcha Ponder & Lindberg, 1997 - Podred Discopoda P. Fischer, 1884 - Naddružina Campaniloidea Douvillé, 1904 - Naddružina Cerithioidea Férussac, 1822 - Podred Hypsogastropoda Ponder & Lindberg, 1997 - Infrared Littorinimorpha Golikov & Starobogatov, 1975 - Naddružina Calyptraeoidea Lamarck, 1809 - Naddružina Capuloidea J. Fleming, 1822 - Naddružina Carinarioidea Blainville, 1818 (prej Heteropoda) (gredljarji) - Infrared Neogastropoda Thiele, 1929 - Naddružina Buccinoidea - Naddružina Cancellarioidea Forbes & Hanley, 1851 - Naddružina Conoidea Rafinesque, 1815 - Naddružina Muricoidea Rafinesque, 1815 |             |
| Nadred Heterobranchia J.E. Gray, 1840 |                                                                              | - Red Heterostropha P. Fischer, 1885 - Naddružina Architectonicoidea J.E. Gray, 1840 - Naddružina Nerineoidea Zittel, 1873 (fosil) - Naddružina Omalogyroidea G.O. Sars, 1878 - Naddružina Pyramidelloidea J.E. Gray, 1840 - Naddružina Rissoelloidea J.E. Gray, 1850 - Naddružina Valvatoidea J.E. Gray, 1840 - Red Opisthobranchia Milne-Edwards, 1848 (zaškrgarji) - Podred Cephalaspidea P. Fischer, 1883 - Naddružina Acteonoidea D'Orbigny, 1835 - Naddružina Bulloidea Lamarck, 1801 - Naddružina Cylindrobulloidea Thiele, 1931 (has to be included in the Sacoglossa) - Naddružina Diaphanoidea Odhner, 1914 - Naddružina Haminoeoidea Pilsbry, 1895 - Naddružina Philinoidea J.E. Gray, 1850 - Naddružina Ringiculoidea Philippi, 1853 - Podred Sacoglossa Von Ihering, 1876 - Naddružina Oxynooidea H. & A. Adams, 1854 - Podred Anaspidea () P. Fischer, 1883 - Naddružina Akeroidea Pilsbry, 1893 - Naddružina Aplysioidea Lamarck, 1809 - Podred Notaspidea P. Fischer, 1883 - Naddružina Tylodinoidea J.E. Gray, 1847 - Naddružina Pleurobranchoidea Férussac, 1822 - Podred Thecosomata Blainville, 1824 - Infrared Euthecosomata - Naddružina Limacinoidea - Naddružina Cavolinioidea - Infrared Pseudothecosomata - Naddružina Peraclidoidea - Naddružina Cymbulioidea - Podred Gymnosomata Blainville, 1824 - Družina Clionidae Rafinesque, 1815 - Družina Cliopsidae Costa, 1873 - Družina Hydromylidae Pruvot-Fol, 1942 - Družina Laginiopsidae Pruvot-Fol, 1922 - Družina Notobranchaeidae Pelseneer, 1886 - Družina Pneumodermatidae Latreille, 1825 - Družina Thliptodontidae Kwietniewski, 1910 - Podred Nudibranchia Blainville, 1814 (goli polži) - Infrared Anthobranchia Férussac, 1819 - Naddružina Doridoidea Rafinesque, 1815 - Naddružina Doridoxoidea Bergh, 1900 - Naddružina Onchidoridoidea Alder & Hancock, 1845 - Naddružina Polyceroidea Alder & Hancock, 1845 - Teilordnung Cladobranchia Willan & Morton, 1984 - Naddružina Dendronotoidea Allman, 1845 - Naddružina Arminoidea Rafinesque, 1814 - Naddružina Metarminoidea Odhner in Franc, 1968 - Naddružina Aeolidioidea J.E. Gray, 1827 - Red Pulmonata Cuvier in Blainville, 1814 (pljučarji) - Podred Systellommatophora Pilsbry, 1948 - Naddružina Onchidioidea Rafinesque, 1815 - Naddružina Otinoidea H. & A. Adams, 1855 - Naddružina Rathouisioidea Sarasin, 1889 - Podred Basommatophora Keferstein in Bronn, 1864 (vodni pljučarji) - Naddružina Acroloxoidea Thiele, 1931 - Naddružina Amphiboloidea J.E. Gray, 1840 - Naddružina Chilinoidea H. & A. Adams, 1855 - Naddružina Glacidorboidea Ponder, 1986 - Naddružina Lymnaeoidea Rafinesque, 1815 - Naddružina Planorboidea Rafinesque, 1815 - Naddružina Siphonarioidea J.E. Gray, 1840 - Podred Eupulmonata Haszprunar & Huber, 1990 - Infrared Acteophila Dall, 1885 (prej Archaeopulmonata) - Naddružina Melampoidea Stimpson, 1851 - Infrared Trimusculiformes Minichev & Starobogatov, 1975 - Naddružina Trimusculoidea Zilch, 1959 - Infrared Stylommatophora A. Schmidt, 1856 (kopenski pljučarji) - Podinfrared Orthurethra - Naddružina Achatinelloidea Gulick, 1873 - Naddružina Cochlicopoidea Pilsbry, 1900 - Naddružina Partuloidea Pilsbry, 1900 - Naddružina Pupilloidea Turton, 1831 - Podinfrared Sigmurethra - Naddružina Acavoidea Pilsbry, 1895 - Naddružina Achatinoidea Swainson, 1840 - Naddružina Aillyoidea Baker, 1960 - Naddružina Arionoidea J.E. Gray in Turnton, 1840 - Naddružina Buliminoidea Clessin, 1879 - NaddružinaCamaenoidea Pilsbry, 1895 - Naddružina Clausilioidea Mörch, 1864 - Naddružina Dyakioidea Gude & Woodward, 1921 - Naddružina Gastrodontoidea Tryon, 1866 - Naddružina Helicoidea Rafinesque, 1815 - Naddružina Helixarionoidea Bourguignat, 1877 - Naddružina Limacoidea Rafinesque, 1815 - Naddružina Oleacinoidea H. & A. Adams, 1855 - Naddružina Orthalicoidea Albers-Martens, 1860 - Naddružina Plectopylidoidea Moellendorf, 1900 - Naddružina Polygyroidea Pilsbry, 1894 - Naddružina Punctoidea Morse, 1864 - Naddružina Rhytidoidea Pilsbry, 1893 - Naddružina Sagdidoidera Pilsbry, 1895 - Naddružina Staffordioidea Thiele, 1931 - Naddružina Streptaxoidea J.E. Gray, 1806 - Naddružina Strophocheiloidea Thiele, 1926 - Naddružina Trigonochlamydoidea Hese, 1882 - Naddružina Zonitoidea Mörch, 1864 - ? Naddružina Athoracophoroidea P. Fischer, 1883 (= Tracheopulmonata) - ? Naddružina Succineoidea Beck, 1837 (= Heterurethra) |             |

### Tradicionalna sistematika
| Prosobranchia - predškrgarji (škrge pred srcem) so vsi tisti polži, pri katerih je prišlo do zvitja drobovnjaka, tako da so plašč, škrge, črevesna odprtina in preostali organi pomaknjeni naprej. So enospolni.          |                             | |                           |
| Podred | Slovensko ime               | Družina | Fotografija               |
| Archaeogastropoda Thiele 1925 | prapolži                    | - Haliotidae (morska ušesa) - Fissurellidae (fisurelide) - Patellidae (latvice) - Acmaeidae - Trochidae (kotači) - Neritidae (neritide) | latvice                   |
| Mesogastropoda Thiele 1925 | srednji polži ali polpolži  | - Abyssochrysidae - Aciculidae (konice) - Aporrhaidae Morch, 1852 (aporaide) - Asterophilidae - Cassididae Swainson, 1832 - Chondropomidae - Choristidae - Cingulopsidae - Cochlostomatidae (okrogloustke) - Cymatiidae Iredale, 1913 - Diastomidae Cossman, 1895 - Eratoidae - Fossaridae Trachel, 1861 - Hydrococcidae - Iravadiidae - Lacunidae Gill, 1871 - Melanopsidae - Micromelaniidae - Omalaxidae - Paedophoropodidae - Pilidae (Ampullariidae) (jabolčni polži) - Pomatiopsidae (širokostožčaste okrogloustke) - Pseudosacculidae - Stenothyridae - Stiliferidae - Struthiolariidae - Syrnolopsidae - Trachysmidae - Trichotropidae Gray, 1850 - Trochaclisidae - Superdružina Cyclophoroidea - Superdružina Heteropoda Lamarck, 1901 (gredljarji) - Superdružina Viviparoidea (kalužnice) | jabolčni polži porcelanke |
| Neogastropoda Thiele (1921) | ozkojezičniki               | - Buccinoidea - Cancellarioidea - Conoidea (strupenojezičniki) - Muricoidea (voleki) - Volutoidea |                           |
| Allogastropoda Thiele (1921) |                             | ? |                           |
| Opisthobranchia - zaškrgarji (škrge na desni strani in za srcem) imajo plašč in hišico bolj ali manj pokrnelo, pri nekaterih vrstah pa ju spolh ni. Imajo tudi pokrnelo strgačo, na njej pa le malo zobcev. So dvospolni. |                             | |                           |
| Podred | Slovensko ime               | Družina | Fotografija               |
| Cephalaspidea Bonaparte, 1850 |                             | - Naddružina Acteonoidea D'Orbigny, 1835 - Naddružina Bulloidea Lamarck, 1801 - Naddružina Cylindrobulloidea Thiele, 1931 - Naddružina Diaphanoidea Odhner, 1914 - Naddružina Haminoeoidea Pilsbry, 1895 - Naddružina Philinoidea J.E. Gray, 1850 - Naddružina Ringiculoidea Philippi, 1853 | tropski goli polž         |
| Acochlidiacea |                             | Microhedyle lactaea |                           |
| Saccoglossa |                             | - Oxynoidae - Volvatellidae - Elysiidae - Bosellidae |                           |
| Thecosomata Blainville, 1824 |                             | - Limacinidae - Cavoliniidae - Clioidae - Creseidae - Cuvierinidae - Praecuvierinidae - Peraclididae - Cymbuliidae - Desmopteridae |                           |
| Gymnosomata de Blainville, 1824 |                             | - Clionidae - Cliopsidae - Hermaeidae - Hydromylidae - Laginiopsidae - Notobranchaeidae - Pneumodermatidae - Thliptodontidae |                           |
| Anaspidea P. Fischer, 1883 |                             | - Aplysiidae - Akeridae |                           |
| Umbraculomorpha |                             | |                           |
| Pleurobranchmorpha |                             | |                           |
| Nudibranchia Blainville, 1814 | goli polži ali gološkrgarji | - Infrared Anthobranchia Férussac, 1819 (dorids) - Naddružina Doridoidea Rafinesque, 1815 - Naddružina Doridoxoidea Bergh, 1900 - Naddružina Onchidoridoidea Alder & Hancock, 1845 - NaddružinaPolyceroidea Alder & Hancock, 1845 - Infrared Cladobranchia Willan & Morton, 1984 (aeolids) - Naddružina Aeolidioidea J. E. Gray, 1827 - Naddružina Arminoidea Rafinesque, 1814 - Naddružina Dendronotoidea Allman, 1845 - Naddružina Metarminoidea Odhner in Franc, 1968 |                           |
| Doridoidei |                             | |                           |
| Dendronotoidei |                             | |                           |
| Arminodei |                             | |                           |
| Aelidoidei |                             | |                           |
| Pulmonata - pljučarji (s pljuči namesto škrg ) so kopenski polži. Nimajo škrg, plaščeva votlina služi kot dihalni organ.                                                                                                  |                             | |                           |
| Podred | Slovensko ime               | Družine | Fotografija               |
| Archaeopulmonata | prapljučarji                | |                           |
| Basommatophora Keferstein in Bronn, 1864 | vodni pljučarji             | - Acroloxidae Thiele, 1931 - Amphibolidae J. E. Gray, 1840 - Ancylidae (prilepci) - Carychiidae Jeffreys, 1830 - Chilinidae - Lancidae - Latiidae - Lymnaeidae Rafinesque, 1815 (mlakužci) - Otinidae H. Adams & A. Adams, 1855 - Physidae Fitzinger, 1833 - Planorbidae Rafinesque, 1815 (svitki) - Siphonariidae J. E. Gray, 1840 - Trimusculidae Zilch, 1959 |                           |
| Stylommatophora | kopenski pljučarji          | - Podinfraorder Orthurethra - Naddružina Achatinelloidea Gulick, 1873 - Naddružina Cochlicopoidea Pilsbry, 1900 - Naddružina Partuloidea Pilsbry, 1900 - Naddružina Pupilloidea Turton, 1831 - Podinfraorder Sigmurethra - Naddružina Acavoidea Pilsbry, 1895 - Naddružina Achatinoidea Swainson, 1840 - Naddružina Aillyoidea Baker, 1960 - Naddružina Arionoidea J.E. Gray in Turnton, 1840 (lazarji) - Naddružina Buliminoidea Clessin, 1879 (požrešniki) - Naddružina Camaenoidea Pilsbry, 1895 - Naddružina Clausilioidea Mörch, 1864 (zaklepnice) - Naddružina Dyakioidea Gude & Woodward, 1921 - Naddružina Gastrodontoidea Tryon, 1866 - Naddružina Helicoidea Rafinesque, 1815 (veliki polži) - Naddružina Helixarionoidea Bourguignat, 1877 - Naddružina Limacoidea Rafinesque, 1815 - Naddružina Oleacinoidea H. & A. Adams, 1855 - Naddružina Orthalicoidea Albers-Martens, 1860 - Naddružina Plectopylidoidea Moellendorf, 1900 - Naddružina Polygyroidea Pilsbry, 1894 - Naddružina Punctoidea Morse, 1864 - Naddružina Rhytidoidea Pilsbry, 1893 - Naddružina Sagdidoidera Pilsbry, 1895 - Naddružina Staffordioidea Thiele, 1931 - Naddružina Streptaxoidea J.E. Gray, 1806 - Naddružina Strophocheiloidea Thiele, 1926 - Naddružina Trigonochlamydoidea Hese, 1882 - Naddružina Zonitoidea Mörch, 1864 (pasarji) |                           |

### Citirani
1. ↑  Bouchet P., Rocroi J.-P. (Ur.), Frýda J., Hausdorf B., Ponder W., Valdes A., Warén A. (2005). Classification and nomenclator of gastropod families. Malacologia: International Journal of Malacology, 47(1-2). ConchBooks: Hackenheim, Germany. ISBN 3-925919-72-4. 397 pp. (angleško)
2. ↑  Poppe G.T. & Tagaro S.P. (2006). The new classification of Gastropods according to Bouchet & Rocroi, 2005 Arhivirano 2017-07-29 na Wayback Machine.. Visaya, février: 10 pp. (angleško)
3. ↑   Knight, J. B., Cox, L. R., Keen, A. M., Batten, R. L., Yochelson, E. L., and Robertson, R. (1960). Systematic descriptions [Archaeogastropoda]. In Moore, R. C. (ed.) Treatise on Invertebrate Paleontology. Part I. Mollusca 1, pp. 169-310. Geological Society of America and Kansas University Press, Colorado and Kansas. 
(angleško)
4. ↑  Wagner, P. J. 2001 Gastropod phylogenetics: progress, problems and implications. Journal of Paleontology 75: 1128 - 1140.(angleško)
5. ↑  PALAEOS: The Trace of Life on Earth.(angleško)

### Splošni
- Thiele, J., 1929-1935. Handbuch der Systematischen Weichtierkunde. 2 vols. 1154 p., 584 figs
- Turk, Tom (1996). Živalski svet Jadranskega morja (1 izd.). Ljubljana : DZS. COBISS 61422080. ISBN 86-341-1825-8.